# Isla Iturrarte
Isla Iturrarte (en euskera Iturrarte Uhartea) es el nombre que recibe una pequeña isla fluvial que está situada en el río Oria, en el barrio de Zubieta, municipio de San Sebastián, provincia de Guipúzcoa, España. 